# Ráncos tintagomba
A ráncos tintagomba (Coprinopsis atramentaria) a porhanyósgombafélék családjába tartozó, kozmopolita elterjedésű, erdőkben, parkokban erősen korhadó faanyagon élő, alkohollal együtt fogyasztva mérgező gombafaj. 

## Megjelenése
A ráncos tintagomba kalapja fiatalon 3-6 cm magas és tojásdad alakú; később max. 10 cm szélesen, kúpos-domborúan kiterül. Széle eleinte behajló, idősen felkunkorodik és beszakadozik. Színe ólomszürke, szürkés, szürkésbarna. Felszíne kissé gyűrött-bordázott, egészen a kalap közepéig. Elszórtan apró pikkelykék borítják, különösen a csúcsa közelében. 
Húsa vékony, puha; színe fehér vagy halványszürke. Szaga és íze nem jellegzetes. 
Sűrű lemezei tönkhöz nőttek vagy szabadon állnak. Színük eleinte fehéres, idősen megfeketednek és tintaszerűen elfolyósodnak.
Tönkje 8-15 cm magas és 0,6-1,2 cm vastag. Alakja egyenletesen hengeres, belül üreges. Felszíne sima vagy finoman szőrözött. Színe fehér. Véluma múlékony gallért hagyhat maga után. 
Spórapora fekete. Spórája elliptikus, sima, központi csírapórussal, mérete 6,5-10,5 x 4-6,5 µm. 

### Hasonló fajok
A kerti tintagomba kisebb, vörösbarnább és felszínét apró szemcsés pikkelyek borítják. A csúcsoskalapú tintagomba kalapja keskenyebb, kevésbé ráncolt. 

## Elterjedése és termőhelye
Az Antarktisz kivételével minden kontinensen előfordul a mérsékelt éghajlatú területeken. Magyarországon gyakori.  
Erdőkben, parkokban, kertekben fordul elő, erősen korhadó faanyagon (ha a fa a föld alatt van, akkor talajon növőnek látszhat), a meszes-agyagos talajt kedveli. Általában növényevő állatok trágyáján nő. Tavasztól késő őszig terem.
Elvben ehető, de előtte és utána legalább két napig nem szabad alkoholt fogyasztani, mert a gomba koprintartalma miatt mérgezés lép fel, melynek tünetei hányinger, fejfájás, szapora szívverés, arckipirosodás. 

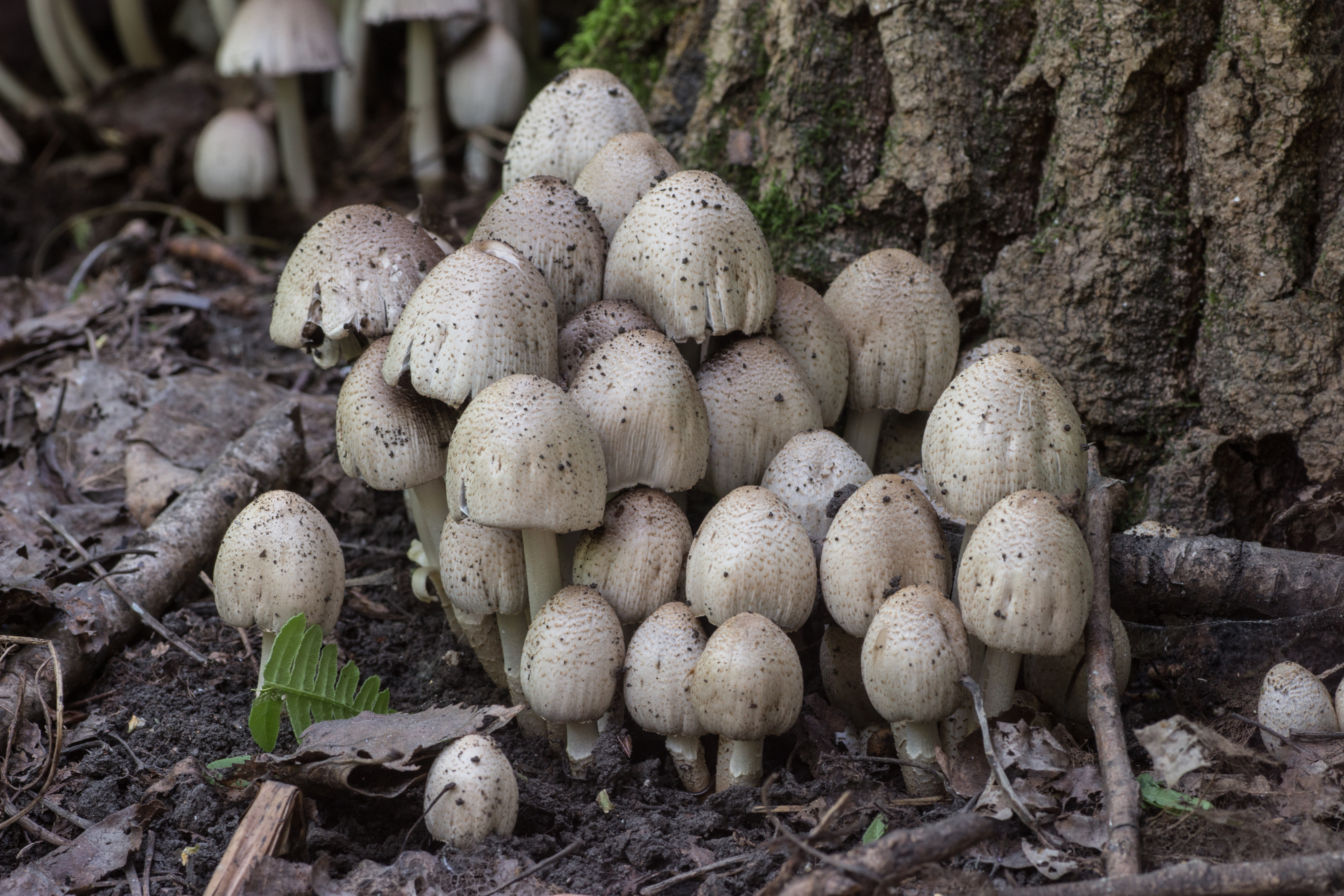
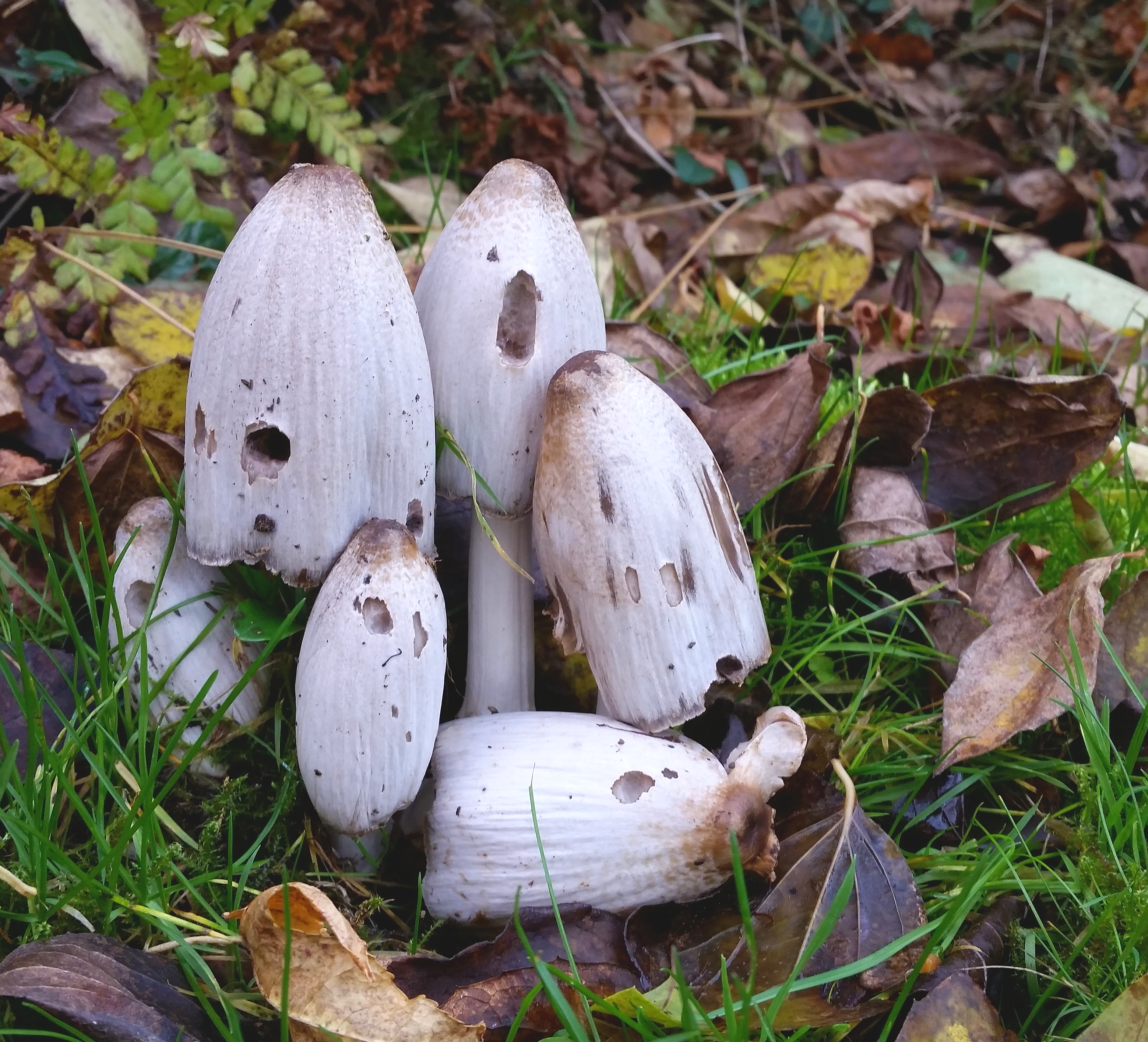
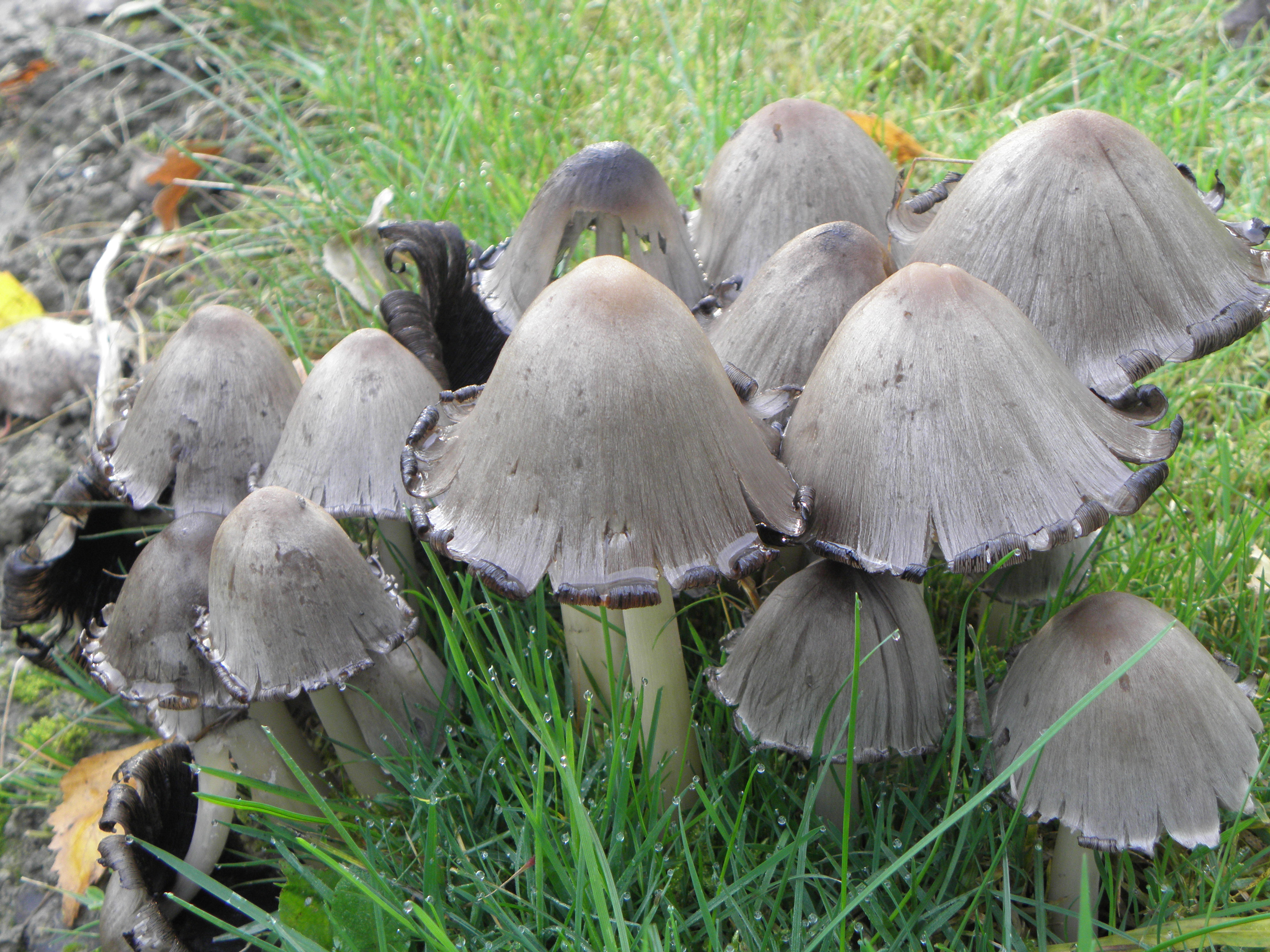
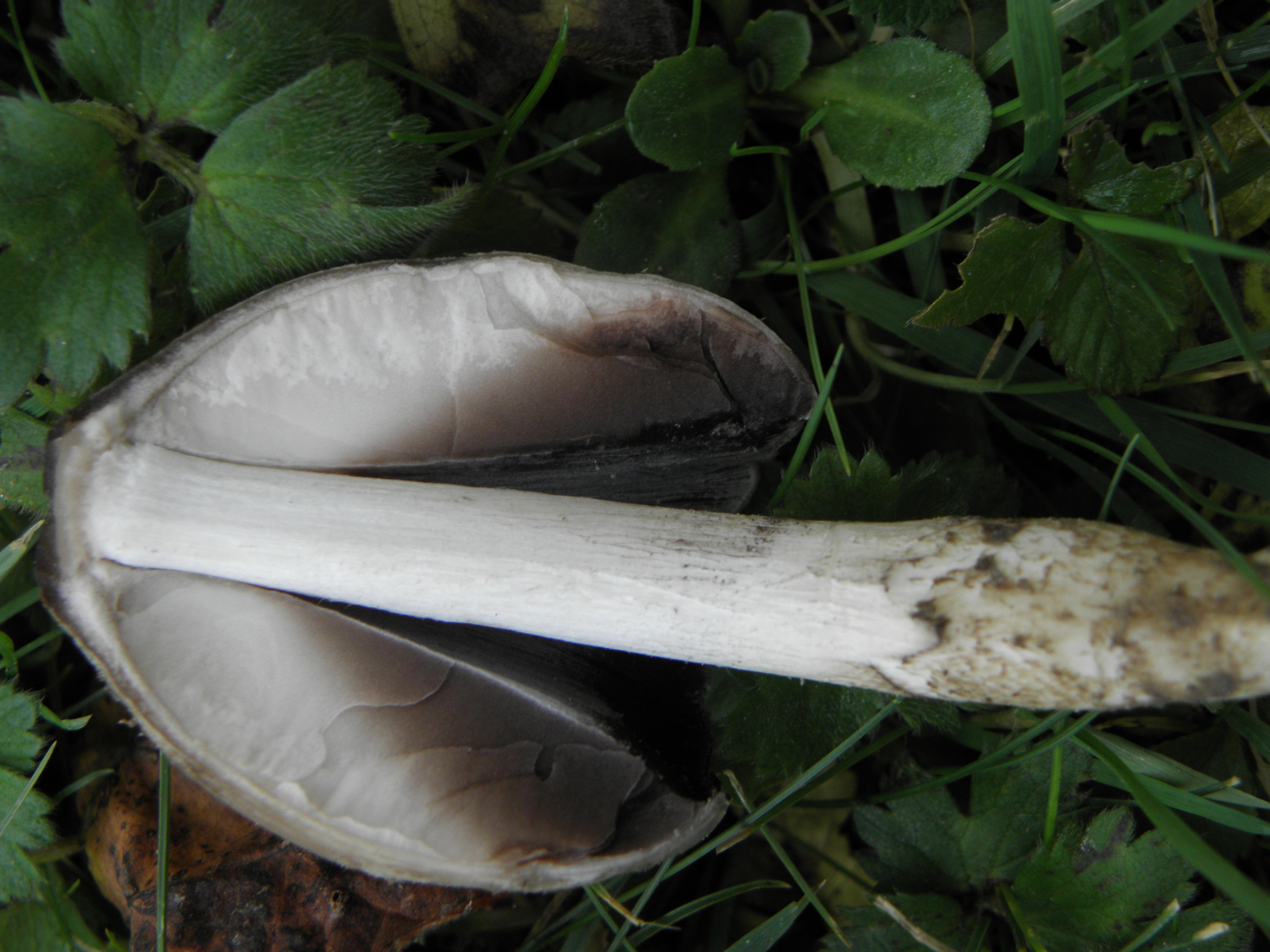
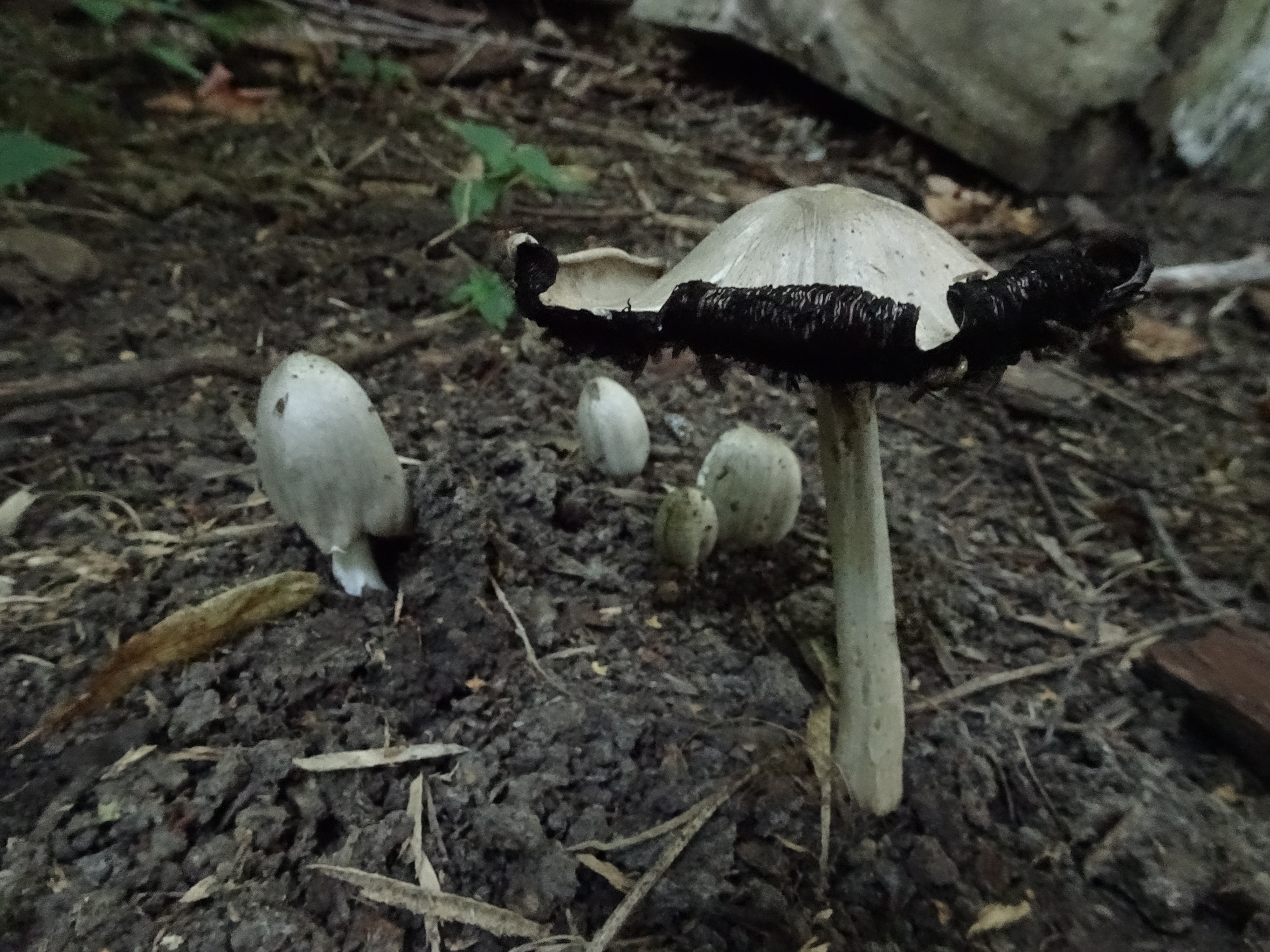